# Віртуальний каталог Карлсруе
Віртуа́льний катало́г Карлсру́е (нім. Karlsruher Virtuelle Katalog, KVK) — онлайновий метапошуковик бібліотеки Технологічного інституту Карлсруе. 
Віртуальний каталог не має власної бази даних, але уможливлює одночасний пошук в численних бібліотечних каталогах, дані яких належать до так званого глибинної мережі і є недоступними для пошуковиків на кшталт Google.  KVK є метапошуковою машиною, тобто за один запит можна здійснювати пошук у всіх бібліотечних об'єднаннях німецьких, австрійських та швейцарських бібліотек, книготоргових мережах, а також найбільших національних бібліотеках світу. За допомогою віртуального каталогу можна користуватися німецьким банком журнальних видань (нім. Zeitschriftendatenbank) та пошуковою машиною наукової інформації Bielefeld Academic Search Engine.
Віртуальний каталог було розроблено в 1995—1996 роках співробітниками університетської бібліотеки Карлсруе та факультету інформатики Університету Карлсруе. З 26 липня 1996 року каталог став вільно доступним через інтернет.
З травня 2007 року можливий одночасний пошук також і в каталозі WorldCat, що є найбільшою бібліографічною базою даних у світі.
Віртуальний каталог уможливлює одночасний пошук серед 500 млн томів книг та журналів тобто охоплює базу даних майже у 2,5 разів більше, ніж каталог WorldCat.
При користуванні каталогом у рядок Freitext бажано додавати пошукові слова в латинській транскрипції та помітити каталоги тих бібліотек, які можуть бути цікавими для запиту.